# 李清琦
李清琦（1856年—？），字壁生，号石鹤，福建晋江人，清朝进士、官员。

## 生平
明朝思想家李贄族裔。光緒八年（1882年）冒福建台湾省彰化籍中壬午科福建鄉試举人。光緒二十年（1894年）登甲午恩科进士，列二甲第105名，同年五月，改翰林院庶吉士。次年，清朝因甲午戰爭戰敗，與日本簽訂《馬關條約》，割讓臺灣，李清琦與戶部主事葉題鴈，举人汪春源、罗秀惠、黄宗鼎等人联合上书都察院代奏光绪帝反对割台。散馆授刑部主事，不久改任知县，但未按期到任所报到。光緒二十四年（1898年）离开北京回泉州，此后在泉州一直到逝世，曾任泉州清源书院山长。